# 19517 Робертокарлос
19517 Робертокарлос (19517 Robertocarlos) — астероїд головного поясу, відкритий 18 вересня 1998 року.
Тіссеранів параметр щодо Юпітера — 3,355.